# Kylie Ledbrook
Kylie Ledbrook (20 de março de 1986) é uma futebolista profissional australiana que atua como meia

## Carreira
Kylie Ledbrook representou a Seleção Australiana de Futebol Feminino, nas Olimpíadas de 2004. 